# Phytobia mallochi
Phytobia mallochi är en tvåvingeart som beskrevs av Friedrich Georg Hendel 1924. Phytobia mallochi ingår i släktet Phytobia och familjen minerarflugor.
Artens utbredningsområde är Schweiz. Arten är reproducerande i Sverige. Inga underarter finns listade i Catalogue of Life.